# Светлое (Астраханская область)
Све́тлое — село в Икрянинском районе Астраханской области России. Входит в состав Оранжерейнинского сельсовета. Около 95% населения села составляют казахи, также проживает несколько калмыцких и русских семей.

## История
До 3 июня 2015 года село входило в состав Фёдоровского сельсовета.

## География
Село находится в юго-западной части Астраханской области, на правом берегу Бахтемира, на расстоянии примерно 21 километра (по прямой) к юго-юго-западу (SSW) от села Икряное, административного центра района. Абсолютная высота — 23 метра ниже уровня моря. Климат умеренный, резко континентальный. Характеризуется высокими температурами летом и низкими — зимой, малым количеством осадков, а также большими годовыми и летними суточными амплитудами температуры воздуха.

## История
В 1959 г. указом Президиума Верховного Совета РСФСР село Бесчастное переименовано в Светлое.

## Население
| 2002 | 2010 |
| ---- | ---- |
| 276  | ↘254 |

По данным Всероссийской переписи, в 2010 году численность населения села составляла 254 человека (122 мужчины и 132 женщины). Согласно результатам переписи 2002 года, в национальной структуре населения казахи составляли 95 %.
| Национальность | Численность (2010) | Процент |
| -------------- | ------------------ | ------- |
| Казахи         | 243                | 94,9%   |
| Калмыки        | 6                  | 2,3%    |
| Русские        | 3                  | 1,2%    |
| Не указана     | 4                  | 1,6%    |
| Всего          | 256                | 100%    |

## Инфраструктура
В селе функционируют фельдшерско-акушерский пункт (филиал ГБУЗ «Икрянинская районная больница»), дом культуры и библиотека.

## Улицы
Уличная сеть села состоит из 3 улиц: Колхозной, Комсомольской и Октябрьской.

## Транспорт
К западу от села проходит автодорога Р215 Астрахань-Махачкала.